# 大阪七墓
大阪七墓（おおさかななはか）は、江戸時代から明治時代初期にかけて大阪（大坂）の町の周辺にあった7か所の墓地の総称。

## 概説
松平忠明の治世から、大坂夏の陣によって戦災を被った大坂市街に、復興を兼ねた都市改造が行われた。そのひとつとして、軍事的な配慮のため市内に散在していた墓地を、大坂市街の外縁部に整理集約する施策が行われた。阿波座、渡辺、津村、上難波の墓地を千日前墓地に、上町台地の諸墓地を小橋墓地（現在の天王寺区城南寺町）に統合し、天満の墓地は梅田墓地、浜墓地、葭原墓地に分割統合された。のちに蒲生墓地、鳶田（飛田）墓地を加えて「大阪七墓」と呼ばれるようになった。ただし、選定される墓地は時代によって諸説がある。1874年（明治7年）に市中の墓地は長柄、阿倍野、岩崎新田の3か所に再編され、現在大阪七墓の形跡を止めているのは、南浜と蒲生墓地のみである。
貞享・元禄から明治時代初期までの大坂では、盂蘭盆会に七墓を巡拝して無縁仏を供養することで功徳を得る七墓巡りが流行した。七墓巡りは数人のグループで鉦や木魚を叩いて夜通し墓地を念仏回向するもので、信心の篤い人以外にも肝試しなど娯楽の一種として人気があり、近松門左衛門などの上方文芸にもその様子が窺われる。七墓巡りは起点も順路も決まっておらず、大阪七墓以外の近所の墓場を巡った場合もあった。

## 一覧
大坂七墓は時代によっても変遷がある（以下は代表的なもの）。
1. 梅田墓地
貞享年間（1684年 - 87年）に元曽根崎村の墓地を梅田村に移設[3]。現存しない。明治20年（1897年）頃に有縁墓は市内各所に移転されており、その後に残された無縁墓は移転されないまま鉄道用地となったと考えられる[4]。
2. 南浜墓地（浜墓地）
行基が開いた日本最古の墓所といわれている[3]。大阪市設南浜霊園として一部現存[3]。
3. 葭原墓地
天神橋筋六丁目交差点（天六）付近に存在[3]。明治時代に長柄墓地に移転[3]。現在は沖向地蔵尊が残る。
4. 蒲生墓地（野田墓地）
東野田町に現存し大坂七墓の旧態が残る珍しい墓地となっている[3]。
5. 小橋墓地
現存せず跡地は東高津公園となっており、現地には東高津延命地蔵堂のみ残る[3]。
6. 千日墓地（千日前墓地）
七墓の中で最も規模の大きい墓地が元和7年（1621年）に造成された千日前墓地である。千日前墓地は刑場に隣接し、花街だった難波新地にほど近い位置から無縁仏が多く葬られた。その後、法善寺（1637年）、竹林寺（1648年）が建立し、浄土信仰や現世利益を求める民間信仰の参詣人で賑わう場所となった[5]。榎地蔵尊や三津寺墓地などが残るのみとなっている[3]。
7. 飛田墓地（鳶田墓地）
西成区太子1丁目付近にあったが現存しない[3]。

## 発掘調査
梅田墓地は梅田貨物駅の南西端にあったが、貨物駅廃止後のうめきた再開発にあたり、「北区大深町遺跡」としての発掘調査が行われた。2017年2月から6月末までの大阪市教育委員会と公益財団法人大阪市博物館協会大阪文化財研究所による発掘調査では、埋葬された遺骨が200体以上発見された。
さらに2019年（令和元年）9月からの大阪市教育委員会と一般財団法人大阪市文化財協会（旧・大阪文化財研究所）による北区大深町遺跡の発掘調査において、梅田墓地跡で、1,500体を超える埋葬人骨や350点を超える蔵骨器、他には副葬品や動物の骨などが発見されたことが2020年（令和2年）8月13日に大阪市教育委員会から報道発表された。